# Alexandra Sergejewna Dowgan

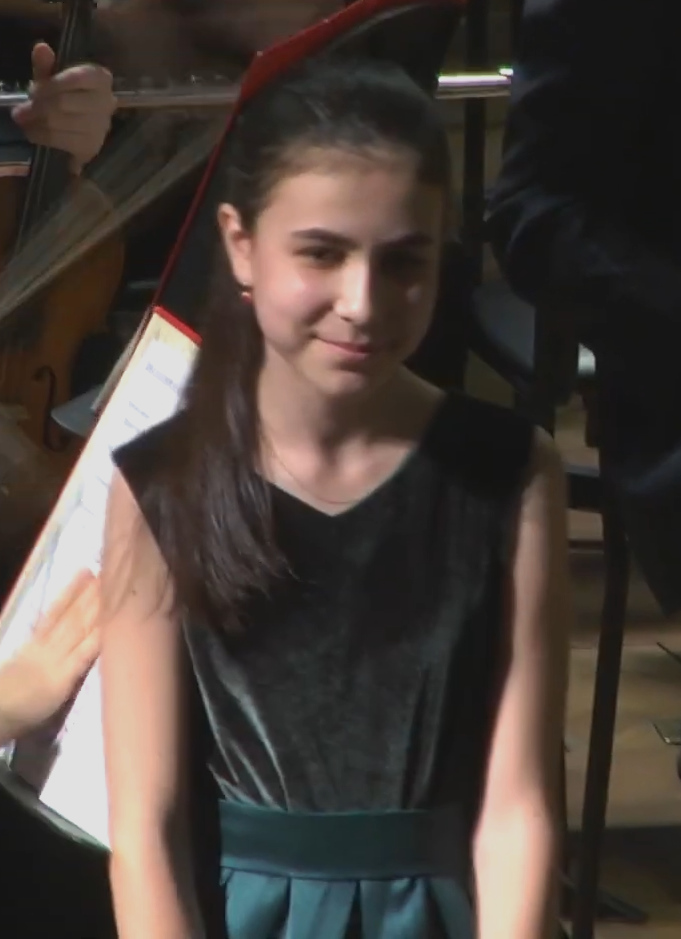
Alexandra Dowgan (2019)

Alexandra Sergejewna Dowgan (russisch Александра Сергеевна Довгань; * 1. Juli 2007 in Moskau) ist eine russische Pianistin.

## Leben
Alexandra Dowgan wurde in eine Musikerfamilie hineingeboren. Im Alter von vier Jahren erhielt sie ersten Klavierunterricht, mit fünf Jahren wurde sie an der Zentralen Musikschule des Moskauer Konservatoriums von Mira Martschenko unterrichtet. Sie erhielt Stipendien von unter anderem der Mstislav Rostropovich Foundation und der Vladimir Spivakov Foundation und ist Preisträgerin zahlreicher internationaler Wettbewerbe.
Dowgan konzertierte in Europa in zahlreichen bedeutenden Konzertsälen. Gemeinsam mit Denis Mazujew und Waleri Gergijew eröffnete sie im Jahr 2018 das Mariinsky International Piano Festival in St. Petersburg. 2019 wirkte sie bei der Eröffnung der „Russian Seasons Germany“ in der Berliner Philharmonie mit. Weiters spielte sie im Münchner Prinzregententheater, im Concertgebouw Amsterdam, im Pariser Théâtre des Champs-Élysées, im Wiener Konzerthaus, im Pierre-Boulez-Saal Berlin und der Tonhalle Zürich. Sie gastierte zudem bei Festspielen wie den Salzburger Festspielen, beim Klavier-Festival Ruhr, beim Rheingau Musik Festival und beim Internationalen Musikfestival von Colmar.
Sie arbeitete unter anderem mit Orchestern wie dem Orchestra della Svizzera italiana, der Slowenischen Philharmonie, dem Kungliga Filharmoniska Orkestern, Orquestra Simfònica de Barcelona i Nacional de Catalunya, dem Kammerorchester Basel unter der Leitung von Dirigenten wie Ton Koopman, Kazushi Ōno, Philipp von Steinaecker, Umberto Benedetti Michelangeli und François Leleux.

## Preise (Auswahl)
- 2014: 1. Preis International Musical Internet Competition (Villahermosa, Mexiko)[6]
- 2016: 1. Preis International Competition for Young Musicians in Moskau[6]
- 2017: 1. Preis  International Vladimir Krainev Young Pianists Competition in Moskau[6]
- 2017: 1. Preis International Television Contest for Young Musicians ‘Nutcracker’[6]
- 2017: Grand Prix Grand Piano Competition in Moskau[6]
- 2017: 2. Preis International Competition for Pianists Astana piano passion (Kasachstan)[6]
- 2018: Grand Prix II International Grand Piano Competition for Young Pianists[5]
- 2024: Prix Serdang (Solothurn / Schweiz)[7]